# تيفرتون (نوفا سكوشا)
تيفرتون (بالإنجليزية: Tiverton, Nova Scotia)‏ هي قرية تقع في كندا في Digby. يقدر عدد سكانها بـ 300 نسمة .